# アラン・ジェンキンス
アラン・ジェンキンス（Alan Jenkins, 1947年7月24日 - ）は、イギリス、チェシャー州ネストン出身の自動車技術者。フォーミュラ1 (F1) のオニクス、アロウズ、スチュワート、プロストでチーフデザイナーやテクニカルディレクターを務めた。

## 経歴

### 初期の経歴
ジェンキンスはインダストリアルデザインの学士号を取得後、いくつかの職を経て、1978年にモータースポーツの世界に入った。初めは、ヘクトール・レバークのプライベートチームで型落ちのロータス・78を担当した。1979年、ロン・デニスに認められ、彼のF2チーム「プロジェクト4」に加入した。1980年、プロジェクト4がマクラーレンF1チームの運営に合流すると、チーフデザイナーのジョン・バーナードの片腕として働いた。また、ジョン・ワトソンやアラン・プロストの担当エンジニアとして貢献した。
1985年、チーム・ペンスキーに誘われ、アメリカのインディカーレースに転向。ダニー・サリバンを担当し、同年のインディ500を制覇する。ペンスキーでPC15、PC16を設計したが成功作とはならず、1987年にチームを離脱した。

### F1
1988年夏から翌年にかけて、1989年より国際F3000からF1へステップアップするオニクス・グランプリのチーフデザイナーとして、ORE1を設計。マシンのデザインはすべてコンピュータで管理されたCAD/CAMシステムを導入して行った。コスワースDFR V8エンジンを搭載する堅実なパッケージングで、予備予選組ながらポルトガルGPでステファン・ヨハンソンが3位表彰台を獲得する。しかし、1990年初頭のチーム体制混乱でオニクスを離れ、日本の運送会社・フットワークグループ傘下に入ったアロウズへ移籍。
1991年、フットワークでポルシェ製V12エンジンを搭載するFA12を設計したが、ポルシェV12は重量過多に加えてパワーもなく期待外れに終わり、翌年から無限ホンダ製V10エンジンにスイッチした。FA13（1992年）のフロントウィングの2段式ボルテックス・ジェネレーターや、FA13B（1993年）のメゾネットリアウィングなど、空力設計に個性を見せた。しかし、フットワークの経営撤退後、アロウズは開発もままならないチーム状態となる。1996年2月末の契約終了までアロウズに在籍し、FA17の完成・シェイクダウンを置き土産に去ることとなった。
1996年3月より、新興スチュワート・グランプリのテクニカルディレクターに就任し、翌1997年よりF1に参戦するためのマシン開発に従事。フォードのバックアップを受けながらSF-1・SF-2を投入するが、2年間で十分な成績を残せず、1998年限りで契約が終了する。スチュワートに置き土産として残したSF-3は、後任のゲイリー・アンダーソンによって熟成され、1999年に1勝1ポールポジションを記録した。
1999年シーズン中、プロスト・グランプリのテクニカルディレクターに就任。マクラーレン時代の上司であるバーナードがコンサルタントに付き、翌年に向けてAP03を開発したが、2000年シーズン開幕から低迷が続き、第7戦モナコGP終了後にチーム離脱が発表された。

### ヨット
F1から離れたジェンキンスは、第31回アメリカスカップにエントリーしたチーム・アリンギに加入し、ヨットのデザインに関わる。2003年に行われた同大会で、アリンギはルイ・ヴィトンカップを勝ち抜き挑戦艇となり、アメリカスカップ本戦でもカップ保持者のチーム・ニュージーランドを破りカップを奪った。

### MotoGP
その後、2輪メーカーのドゥカティが推進するMotoGPプロジェクトにコンサルタントとして参加し、デスモセディチの驚異的なトップスピードにつながるエアロダイナミクスを監修。ケーシー・ストーナーが初タイトルを獲得した2007年には、イギリス・レーシングドライバーズ・クラブ (British Racing Drivers' Club) の年間表彰「BRDCアワード」で、優れた業績を残したモータースポーツ技術者に贈られる「サー・ジャッキー・スチュワート賞」を受賞した。
ドゥカティ離脱後は、BAC (Briggs Automotive Company) が開発した単座スポーツカー「モノ (Mono)」のプロジェクトに関わっている。

## 評価
1992年から1993年にかけてフットワークに在籍した鈴木亜久里は、「ジェンキンスがデザインしたマシンは全部一緒で、とにかく思うままに乗れなかった」「すごいオーバーステアで、速度が上がるほどフロントのダウンフォースが増えていくようなマシンだから、高速コーナーでは怖くてアクセルが踏めなかった」と話している。1993年シーズン途中、マクラーレンから購入したアクティブサスペンションをFA14に取り付けたことで、やっと自分の思い通りのセッティングが可能になり、速く走れるようになったという。1993年シーズンについて「アクティブだけで35点、ジェンキンスのマシンは0点だよ(笑)人の真似ばかりしていたから」と手厳しい評価をしている。

## ギャラリー

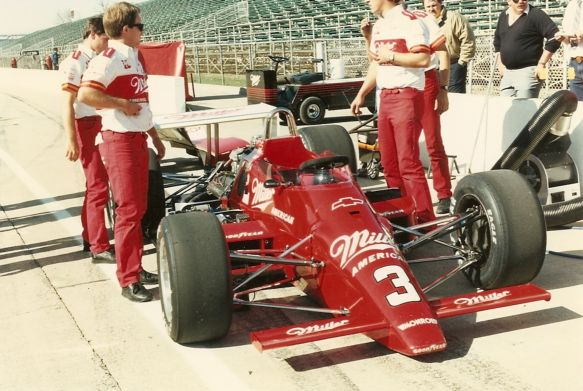
ペンスキー・PC16（1987年インディ500）
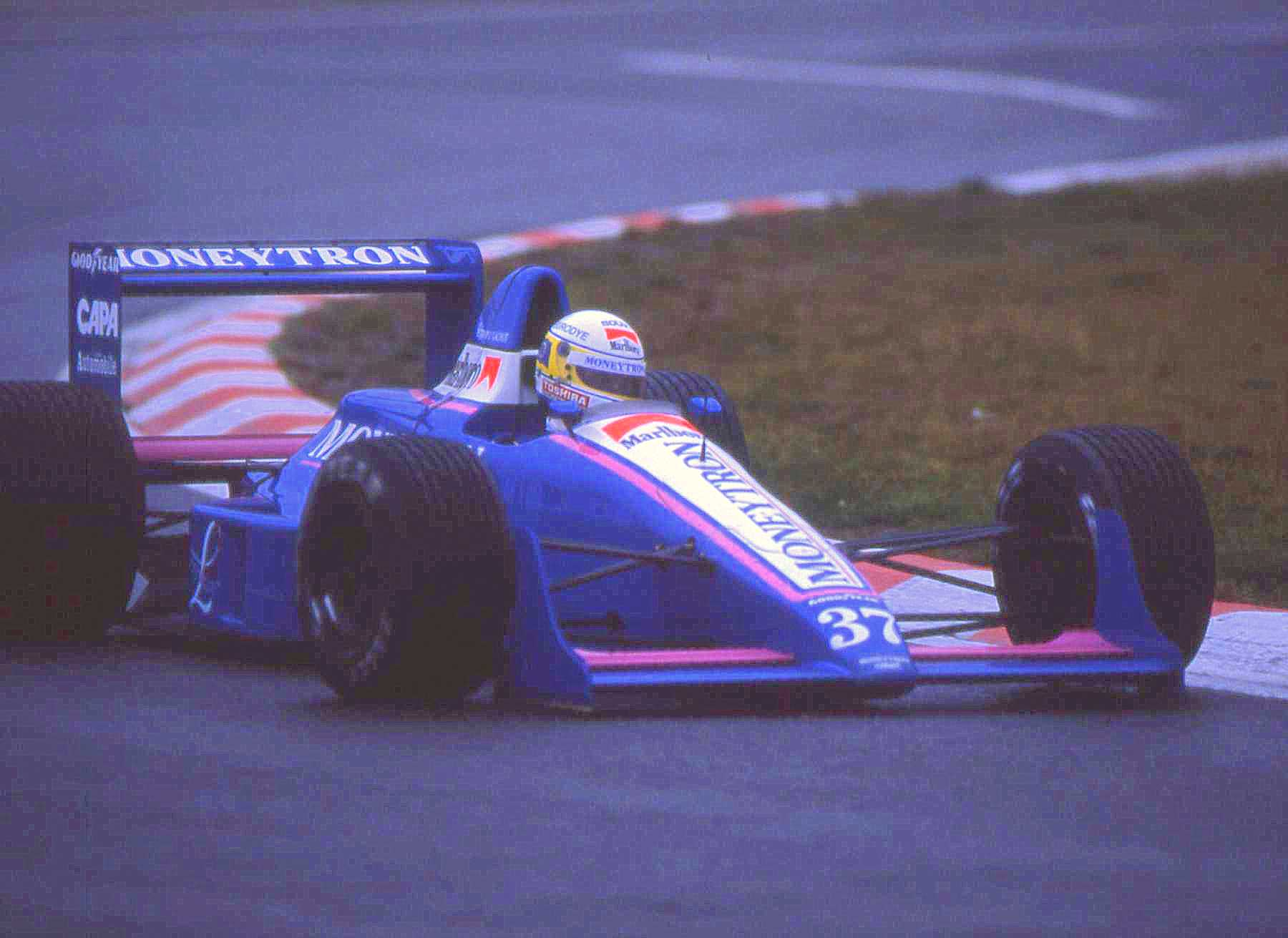
オニクス・ORE1（1989年ベルギーGP）
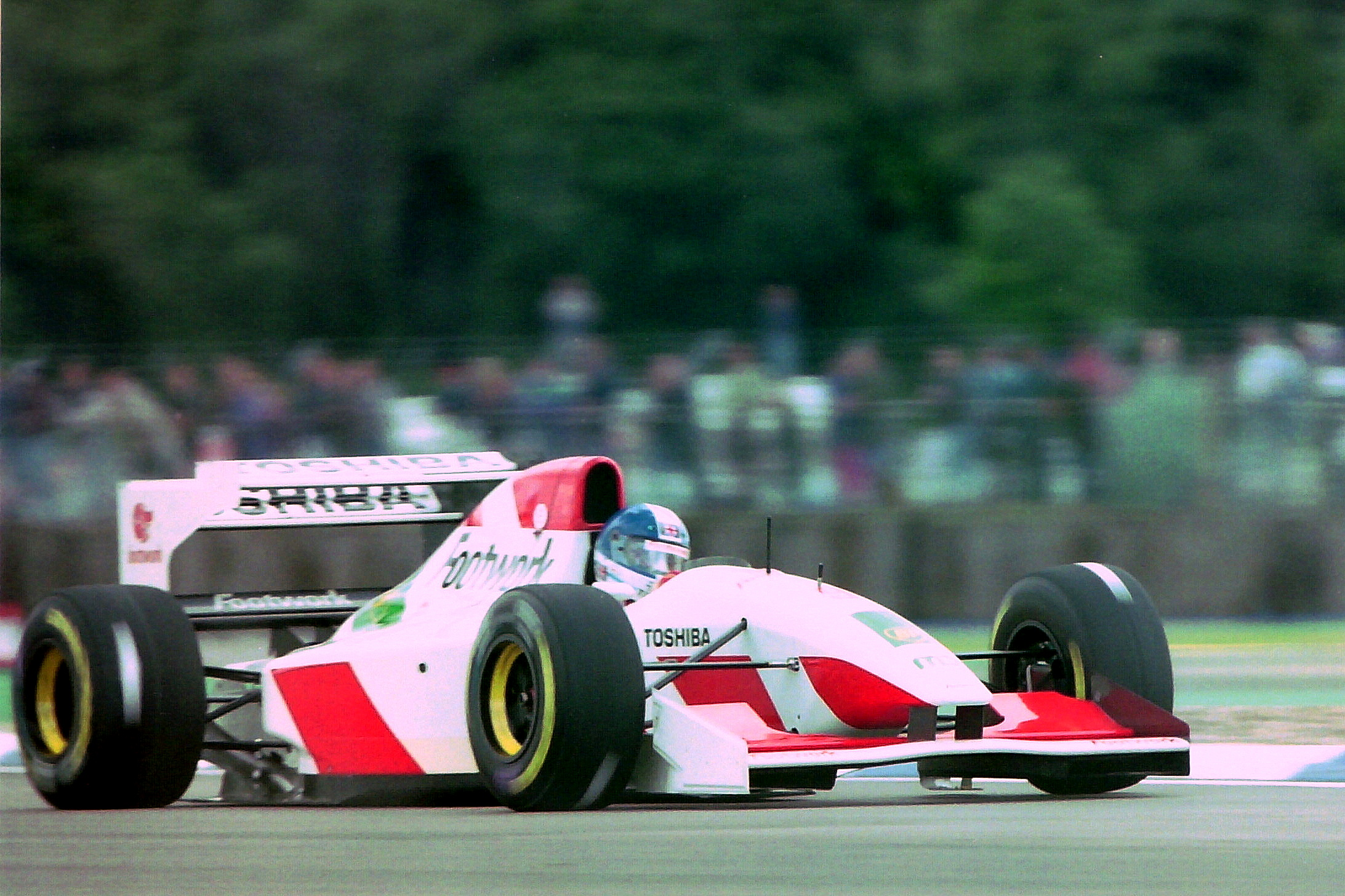
フットワーク・FA14（1993年イギリスGP）
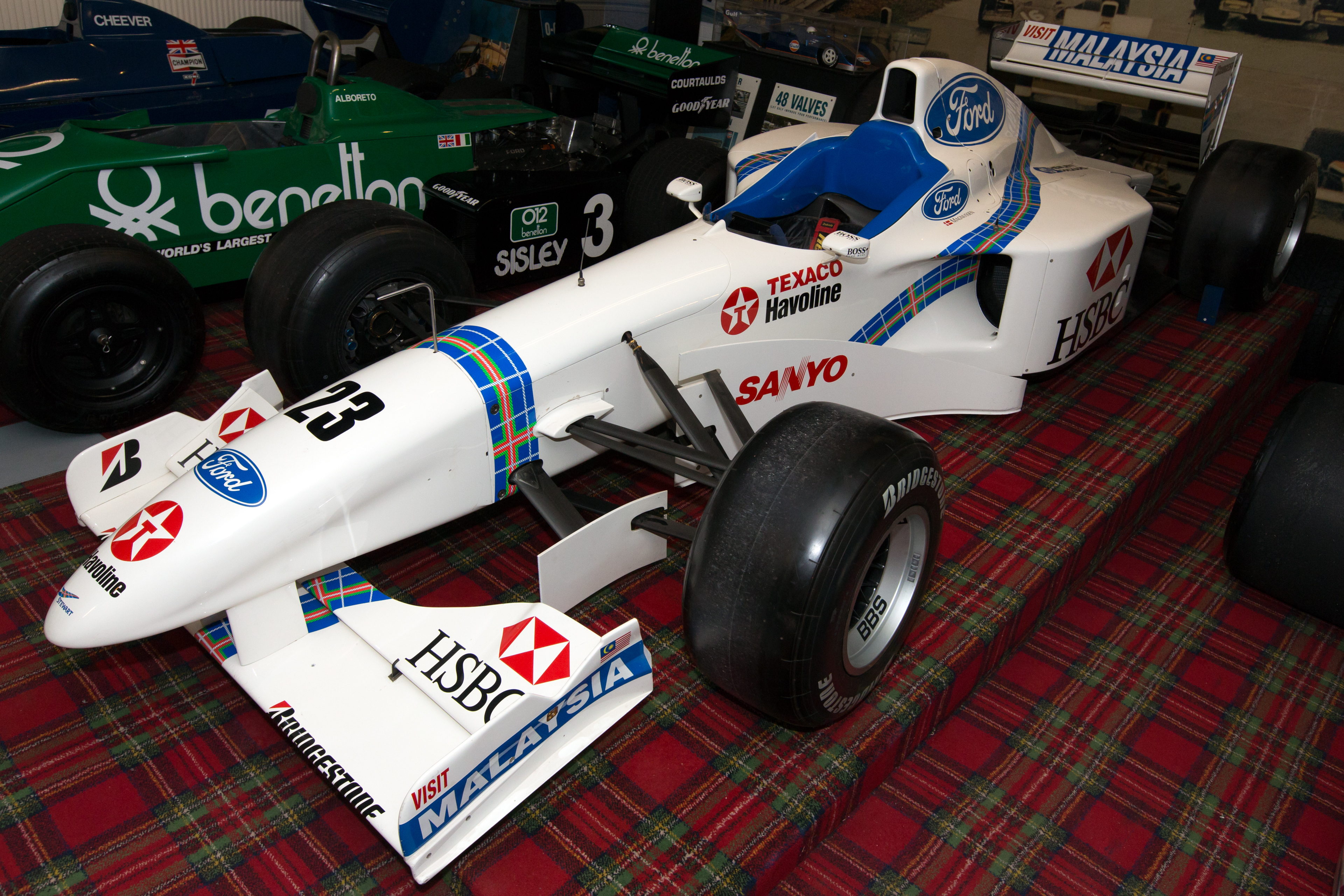
スチュワート・SF-1
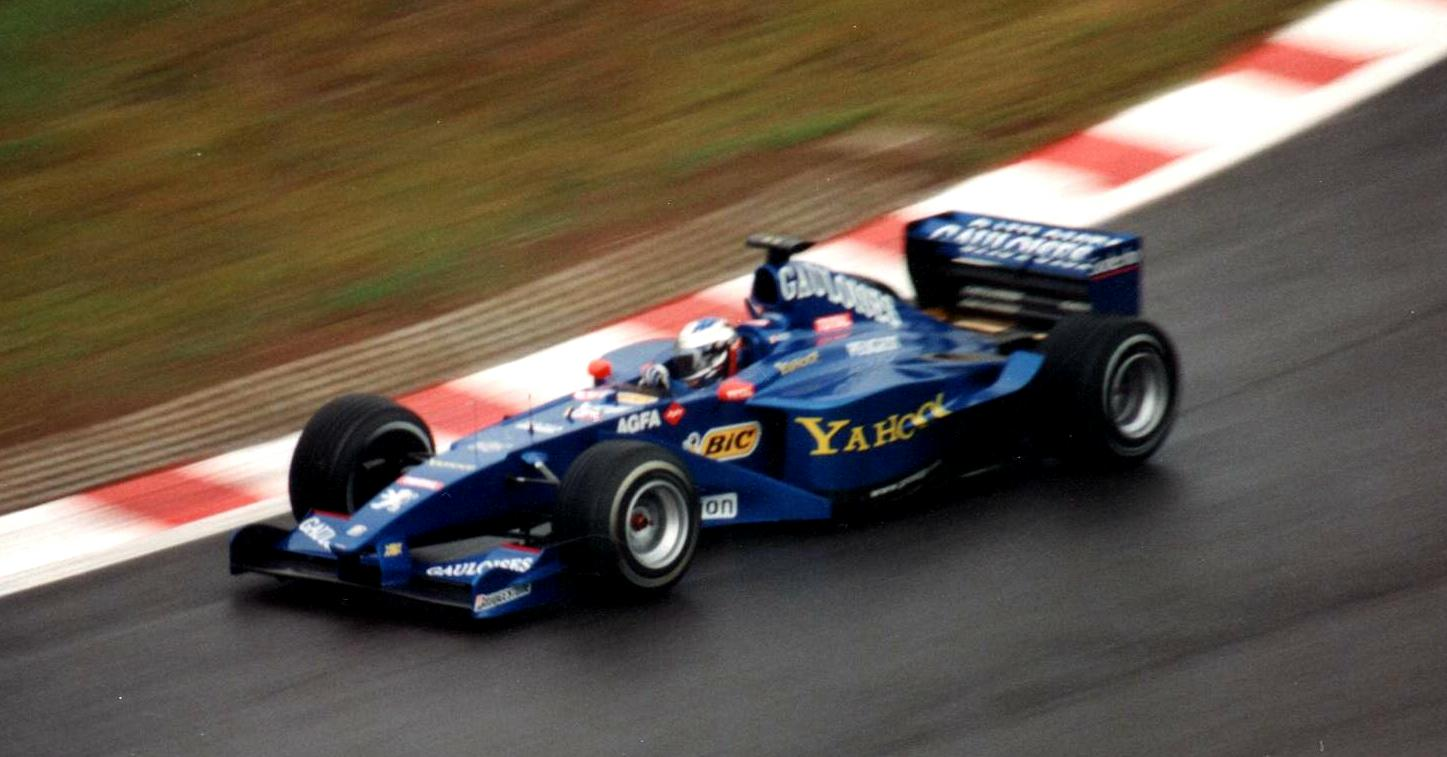
プロスト・AP03（2000年ベルギーGP）